# Metrotype S (5400-serie)
Metrotype S, ook wel type SG2/1 (Sneltram Geleed 2 bakken, 1 cabine) genoemd, zijn de metrostellen in de 5400-serie van de Rotterdamse metro. Direct na de levering van de 5300-serie werd de 5400-serie gebouwd; in 2002 werd deze serie geleverd. Treinen van de 5400-serie zijn uiterlijk grotendeels gelijk aan de 5300-serie, maar zijn in tegenstelling tot 5300-treinen ook geschikt om als sneltram te rijden. De serie bestaat uit 18 rijtuigen, genummerd 5401-5418. De metro's zijn, behalve de pantograaf, railremmen, zandstrooiers, alarmlichten/richtingaanwijzers en extra zijruiten in de cabine, gelijk aan de tweede levering van de 5300-serie. Als metro kan deze serie ook gekoppeld rijden met de 5300-serie.
De rijtuigen zijn aangeschaft vanwege de komst van de Beneluxlijn en ter vervanging van stellen uit de 5100-serie. In het begin werden de rijtuigen dan ook zowel op de Calandlijn (tegenwoordig lijn A, B en C), als op de Erasmuslijn (tegenwoordig lijn D) ingezet. Na de opening van Beneluxlijn eind 2002 werden alle rijtuigen ingezet op de lijnen A, B en C, in het bijzonder lijn C. Inzet op lijn D bleef ook voorkomen, eventueel gecombineerd met stellen uit de 5300-serie.

## Afbeeldingen

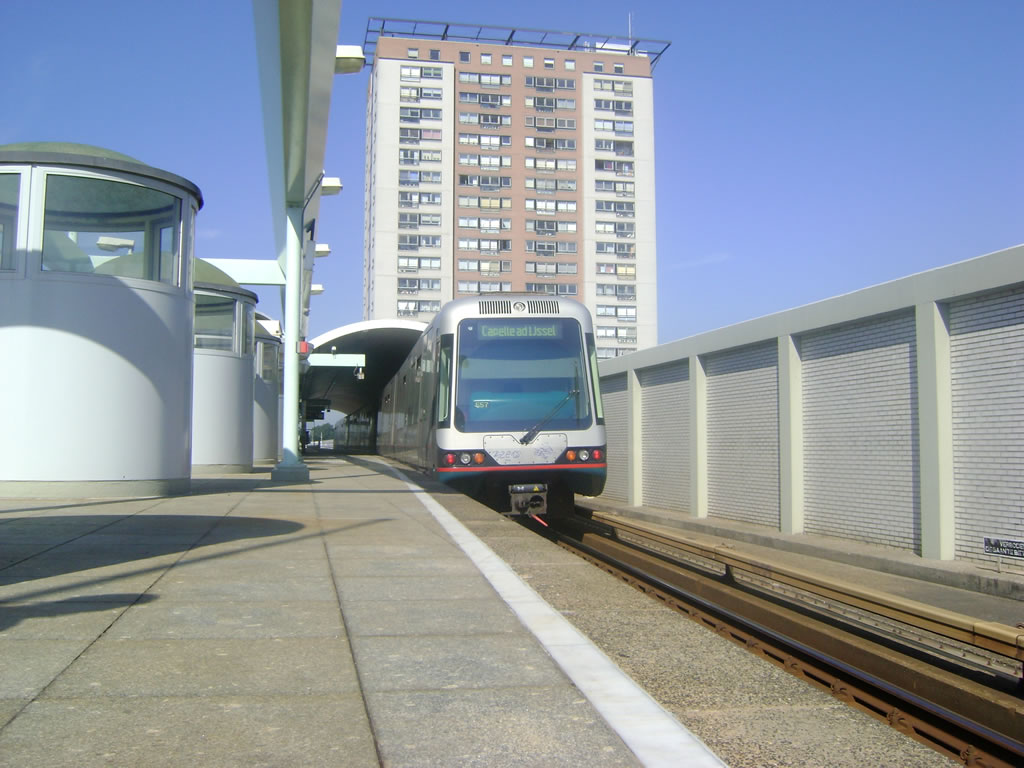
Een driewagentrein SG2/1 op station De Akkers
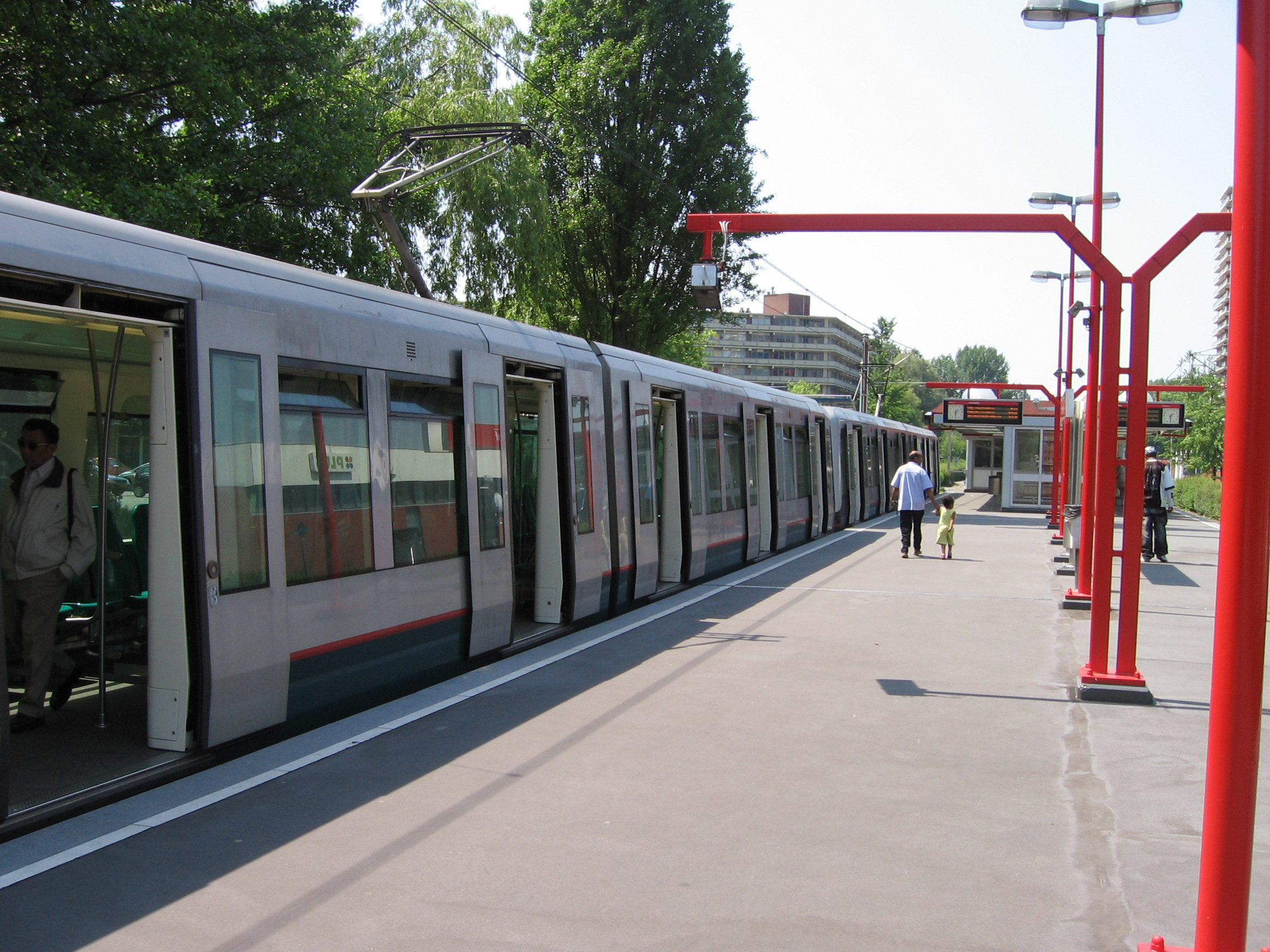
Een SG2/1-rijtuig op station Binnenhof
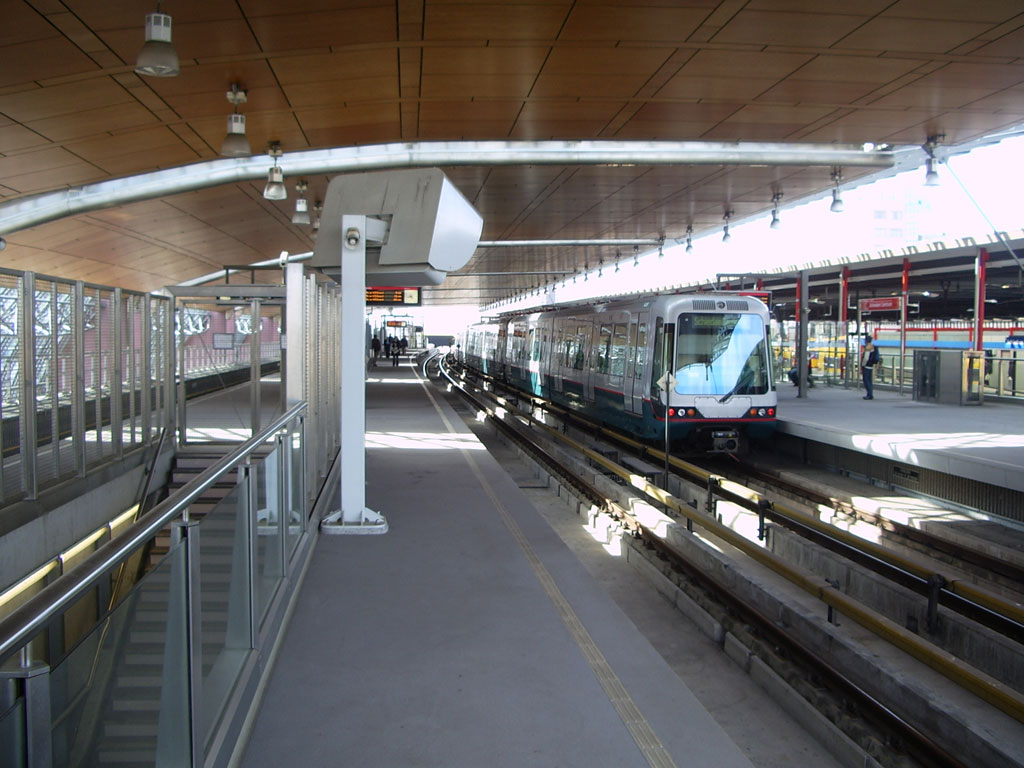
SG2/1 op station Schiedam Centrum
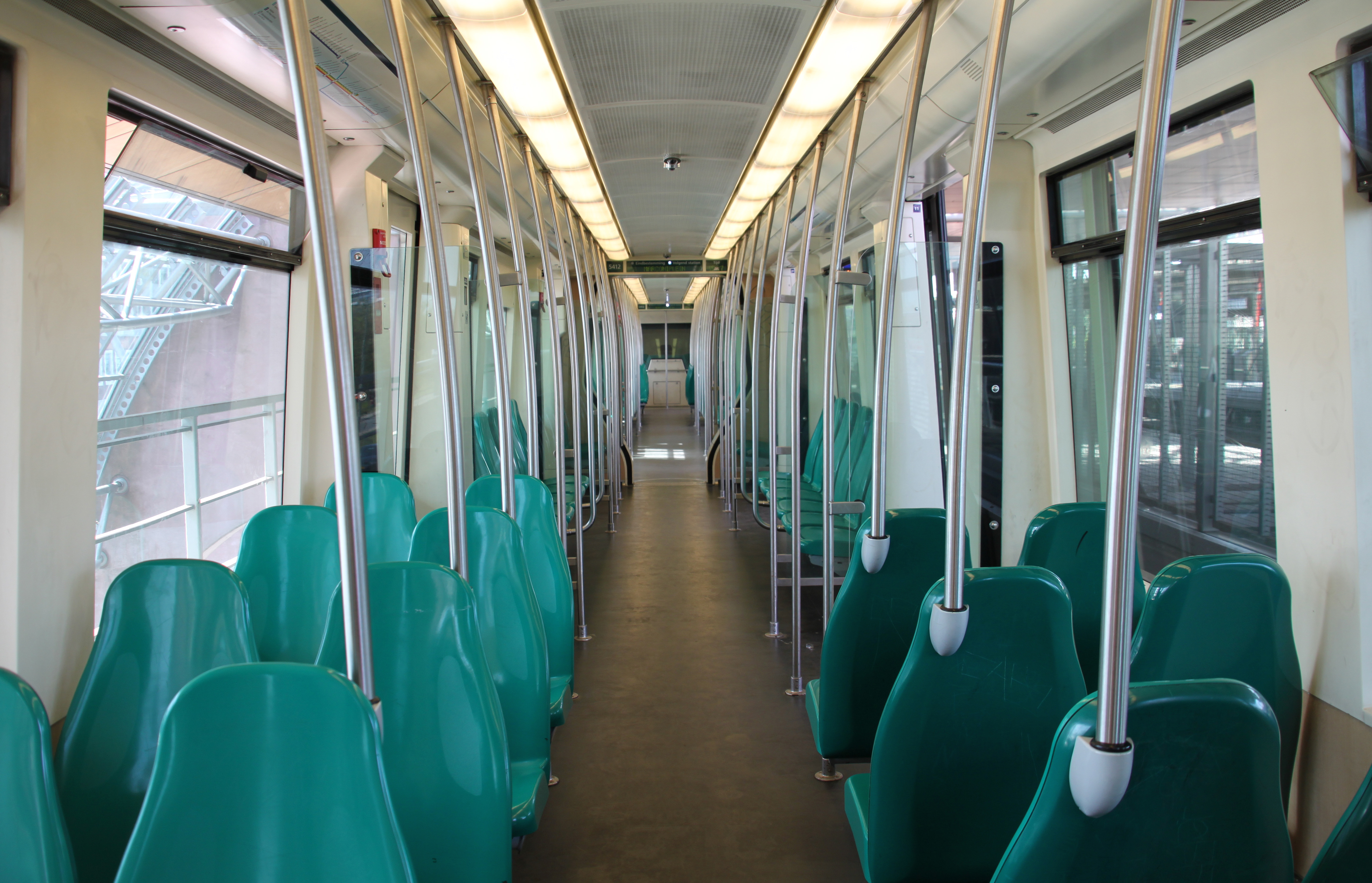
Het originele interieur van de 5400-serie
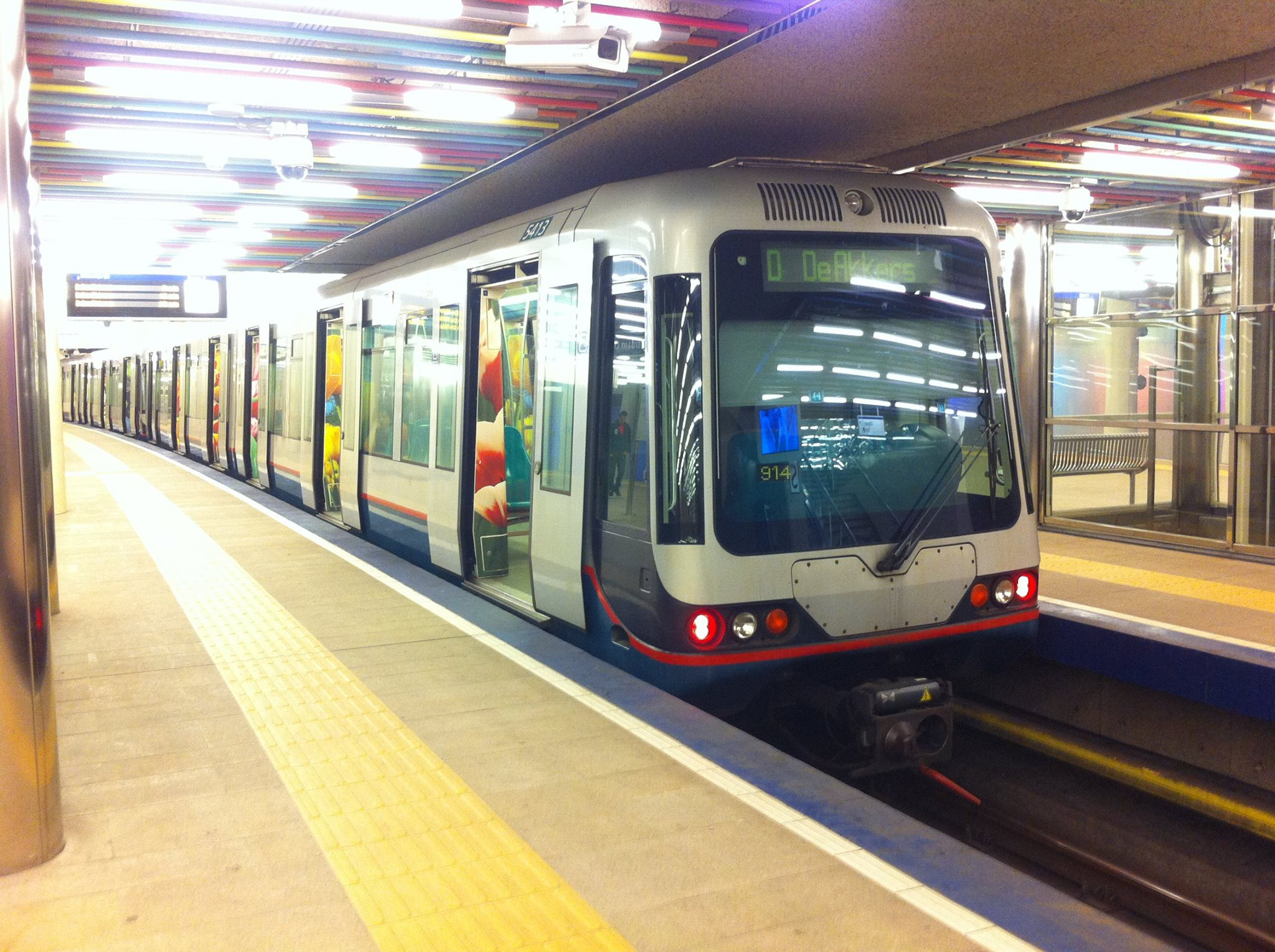
5413 op station Rotterdam Centraal

## Midlife-revisie
Naast de midlife-revisie van de rijtuigen uit de 5300-serie, is men ook begonnen met de 5400-serie rijtuigen. Hiervoor is op 18 juli 2014 als eerste de 5401 naar de Centrale Werkplaats aan de Kleiweg overgebracht. In 2016 hadden alle rijtuigen hun midlife-revisie ondergaan. Met de komst van R-net is de kleurstelling van de gereviseerde metro's gebaseerd op de oorspronkelijke kleurstelling van het Amsterdamse LHB- en M5-materieel: zilvergrijs met rode deuren, inclusief bestickering conform de huisstijl van R-net. Bij deze serie is dit aangevuld met groene en rode diagonale strepen volgens de huisstijl van de RET. Eind 2020/begin 2021 zijn deze strepen veranderd naar blauw en rood.

## Thema-interieurs
Vanaf 2010 is een aantal metrostellen uit 5400-serie voorzien van opvallende interieurs volgens verschillende thema's. Ook plaatste de RET fietsenrekken in de kop van de bak aan de zijde zonder cabine.
- 5401 - Wilde dieren
- 5402 - Oudheid
- 5403 - Woestijnschatten
- 5404 - Rotterdam
- 5405 - Rozen
- 5406 - Rotterdam
- 5407 - Nederlandse natuur
- 5408 - Zonnebloemen
- 5409 - Sport (voor de midlife revisie), Bokito (van de Diergaarde Blijdorp), nu Blijdorp
- 5410 - Oud-Rotterdam
- 5411 - Zeedieren
- 5412 - Safari
- 5413 - Tulpen
- 5414 - Nederlandse natuur
- 5415 - Aquarium
- 5416 - Concertzaal
- 5417 - Europese cultuur
- 5418 - Bossen

 Metrolijn A · 
 Metrolijn B · 
 Metrolijn C · 
 Metrolijn D · 
 Metrolijn E
Materieelseries:
5000 · 
5100 · 
5200 · 
5300 · 
5400 · 
5500 · 
5600 · 
5700